# Raphaël Bombelli
Pour les articles homonymes, voir Bombelli.
Raphaël Bombelli (Bologne, Italie, 1526-1572) est un mathématicien italien.

## Biographie
Raphaël Bombelli est un fils de marchand de Bologne et devient ingénieur (il assèche notamment des marécages). Il est employé par un Romain, Alessandro Ruffini, pour effectuer un long travail qui connaîtra une interruption de quelques années, ce qui lui laisse le temps de rédiger une algèbre dès les années 1560.
Cependant, Raphaël Bombelli ne publie son traité, intitulé L'Algebra, qu'en 1572 (l'année de sa mort, Venise, 1572, puis Bologne, 1579). C'est la première publication d'algèbre clairement détachée du monde marchand. Cette œuvre se veut être un manuel d'algèbre destiné à ceux qui ont une formation classique d'école d'abaque, commençant par les carrés et les racines carrées et finissant par la résolution des équations algébriques des quatre premiers degrés. Il contribua ainsi à la compréhension des nombres imaginaires.
Par ailleurs, il a eu accès, avec l'aide d'Antonio Maria Pazzi, à un manuscrit romain de Diophante, qu'il traduit dans le troisième livre de son Algebra en réorganisant les problèmes et en en ajoutant d'autres. Cette autorité antique lui permet de faire passer quelques nouveautés, notamment de traiter l'algèbre comme une science théorique, et pas comme un savoir pratique. C'est ainsi qu'il appelle l'algèbre la plus grande partie de l'arithmétique suivant en cela Girolamo Cardano (Ars magna).
Il semblerait que Bombelli ait été peu lu par ses contemporains, excepté François Viète et Simon Stevin.[réf. souhaitée]

## Travail sur les nombres imaginaires
Pour un article plus général, voir Histoire des nombres complexes.
Les nombres complexes apparaissent pour la première fois dans Algebra en 1572.

## Méthode de calcul des racines carrées
Rafael Bombelli fait usage d'un ancêtre des fractions continues pour le calcul d'approximations de la racine carrée de 13.
Sa méthode pour calculer √n part de {\displaystyle n=(a\pm r)^{2}=a^{2}\pm 2ar+r^{2}\ } où 0 < r < 1 d'où {\displaystyle r={\frac {n-a^{2}}{r\pm 2a}}}. Par remplacements successifs de r dans le membre de droite, on obtient la fraction continue généralisée
{\displaystyle a\pm {\frac {n-a^{2}}{{\frac {n-a^{2}}{{\frac {n-a^{2}}{\cdots \pm 2a}}\pm 2a}}\pm 2a}}}
La valeur a doit être choisie parmi les deux nombres entiers qui encadrent la racine carrée de n (par exemple, a vaudra 3 ou 4 pour le calcul de √13 car 32 < 13 < 42). La suite
{\displaystyle 3+{\frac {2}{3}},\ 3+{\frac {3}{5}},\ 3+{\frac {20}{33}},\ 3+{\frac {66}{109}},\ 3+{\frac {109}{180}},\ 3+{\frac {720}{1189}},\ \cdots }
converge vers {\displaystyle {\sqrt {13}}=3{,}605551275\cdots }. Le dernier élément affiché ci-dessus, {\displaystyle 3+{\frac {720}{1189}}}, vaut {\displaystyle 3{,}605550883\cdots }.
Pietro Antonio Cataldi (1548 – 1626) comprend que la méthode de Bombelli s'applique pour toutes les racines carrées ; il l'utilise pour la valeur 18 et écrit un petit opuscule à ce sujet. Il remarque que les approximations obtenues sont alternativement supérieures et inférieures à la racine carrée cherchée.
On peut ainsi écrire :
{\displaystyle {\sqrt {2}}=1+{\frac {1}{{\frac {1}{{\frac {1}{\cdots +2}}+2}}+2}}}

## Expression d'entiers au moyen de racines carrées
Tartaglia, sollicité par Cardan, n'avait pas réussi à élucider le fait suivant :
les formules de Cardan, appliquées à la racine évidente 4 de l'équation cubique {\displaystyle x^{3}=15x+4}, donnent
{\displaystyle 4={\sqrt[{3}]{2+{\sqrt {-121}}}}+{\sqrt[{3}]{2-{\sqrt {-121}}}}},
ce qui n'avait pas de sens car (à l'époque) –121 n'était pas censé avoir de racine carrée.
Travaillant sur cette racine carrée importune comme si c'était un nombre ordinaire, Bombelli remarqua que 
{\displaystyle (2+{\sqrt {-1}})^{3}=2+{\sqrt {-121}}}
et en déduisit la curieuse formule
{\displaystyle {\sqrt[{3}]{2+{\sqrt {-121}}}}=2+{\sqrt {-1}}}.
Il obtint de même
{\displaystyle {\sqrt[{3}]{2-{\sqrt {-121}}}}=2-{\sqrt {-1}}}.
Il put alors réécrire la somme des deux racines cubiques sous la forme
{\displaystyle (2+{\sqrt {-1}})+(2-{\sqrt {-1}})=4}.
Le paradoxe soulevé par ces manipulations fut qu'on pouvait aboutir à une bonne réponse en utilisant des quantités « impossibles ».

## Reconnaissance
L'astéroïde (17696) Bombelli et le cratère lunaire Bombelli portent son nom.